# Victor Alexander
Victor Joe Alexander (Detroit, 31 agosto 1969) è un ex cestista statunitense, professionista nella NBA e in Europa.

## Carriera
È stato selezionato dai Golden State Warriors al primo giro del Draft NBA 1991 (17ª scelta assoluta).
Con gli Stati Uniti ha disputato le Universiadi di Duisburg 1989.

## Statistiche

### College
| Anno      | Squadra           | PG  | PT | MP   | TC%  | 3P% | TL%  | RP  | AP  | PRP | SP  | PP   |
| --------- | ----------------- | --- | -- | ---- | ---- | --- | ---- | --- | --- | --- | --- | ---- |
| 1987-1988 | Iowa St. Cyclones | 23  | 0  | 5,2  | 60,0 | -   | 50,0 | 1,4 | 0,1 | 0,2 | 0,1 | 1,7  |
| 1988-1989 | Iowa St. Cyclones | 29  | 29 | 31,8 | 58,3 | -   | 65,1 | 8,8 | 1,2 | 0,9 | 1,0 | 19,9 |
| 1989-1990 | Iowa St. Cyclones | 28  | 26 | 31,7 | 58,5 | 0,0 | 57,8 | 8,7 | 1,5 | 0,5 | 1,2 | 19,7 |
| 1990-1991 | Iowa St. Cyclones | 31  | 29 | 32,9 | 65,9 | -   | 67,7 | 9,0 | 1,2 | 1,1 | 1,6 | 23,4 |
| Carriera  | Carriera          | 111 | 84 | 26,6 | 61,1 | 0,0 | 63,5 | 7,3 | 1,1 | 0,7 | 1,1 | 17,0 |

### NBA

#### Regular Season
| Anno      | Squadra         | PG  | PT  | MP   | TC%  | 3P%  | TL%  | RP  | AP  | PRP | SP  | PP   |
| --------- | --------------- | --- | --- | ---- | ---- | ---- | ---- | --- | --- | --- | --- | ---- |
| 1991-1992 | G.S. Warriors   | 80  | 28  | 16,9 | 52,9 | 0,0  | 69,1 | 4,2 | 0,4 | 0,6 | 0,8 | 7,4  |
| 1992-1993 | G.S. Warriors   | 72  | 59  | 24,3 | 51,6 | 45,5 | 68,5 | 5,8 | 1,3 | 0,5 | 0,7 | 11,2 |
| 1993-1994 | G.S. Warriors   | 69  | 39  | 19,1 | 53,0 | 15,4 | 52,7 | 4,5 | 1,0 | 0,4 | 0,5 | 8,7  |
| 1994-1995 | G.S. Warriors   | 50  | 29  | 24,7 | 51,5 | 24,0 | 60,0 | 5,8 | 1,2 | 0,6 | 0,6 | 10,0 |
| 2001-2002 | Detroit Pistons | 15  | 0   | 6,5  | 35,3 | 0,0  | 50,0 | 1,9 | 0,4 | 0,0 | 0,1 | 2,7  |
| Carriera  | Carriera        | 286 | 155 | 20,1 | 51,8 | 28,6 | 63,4 | 4,8 | 0,9 | 0,5 | 0,6 | 8,9  |

#### Playoffs
| Anno     | Squadra         | PG | PT | MP  | TC%  | 3P% | TL% | RP  | AP  | PRP | SP  | PP  |
| -------- | --------------- | -- | -- | --- | ---- | --- | --- | --- | --- | --- | --- | --- |
| 1992     | G.S. Warriors   | 4  | 0  | 6,0 | 60,0 | -   | 100 | 1,5 | 0,3 | 0,5 | 0,0 | 1,8 |
| 2002     | Detroit Pistons | 1  | 0  | 3,0 | 0,0  | -   | -   | 1,0 | 0,0 | 0,0 | 0,0 | 0,0 |
| Carriera | Carriera        | 5  | 0  | 5,4 | 50,0 | -   | 100 | 1,4 | 0,2 | 0,4 | 0,0 | 1,4 |

## Palmarès

### Squadra
- Campionato israeliano: 1

Maccabi Tel Aviv: 1998-99
- Campionato russo: 2

CSKA Mosca: 2002-03, 2003-04
- Coppa di Israele: 1

Maccabi Tel Aviv: 1998-99

### Individuale
- All-Euroleague First Team: 1

CSKA Mosca: 2002-03